# Die nackte Maja

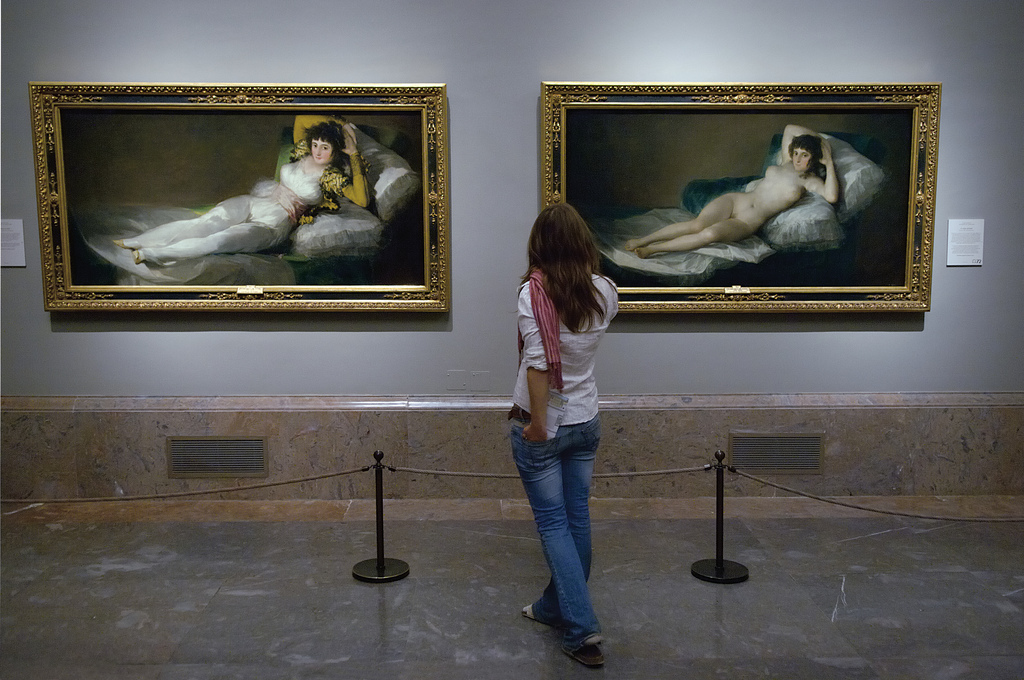
Nackte und Bekleidete Maja im Prado

Die nackte Maja (spanisch: La maja desnuda) ist ein 1795–1800 entstandenes Ölgemälde von Francisco José de Goya y Lucientes, das eine nackte, auf einem Kissen ruhende Frau darstellt. Es gehört zum Bestand des Museo del Prado, Madrid.

## Bekleidete Maja
Goya hat eine zweite Version des Bildes (La maja vestida, Die bekleidete Maja) gemalt, auf dem das Modell in der gleichen Pose, aber bekleidet dargestellt ist.

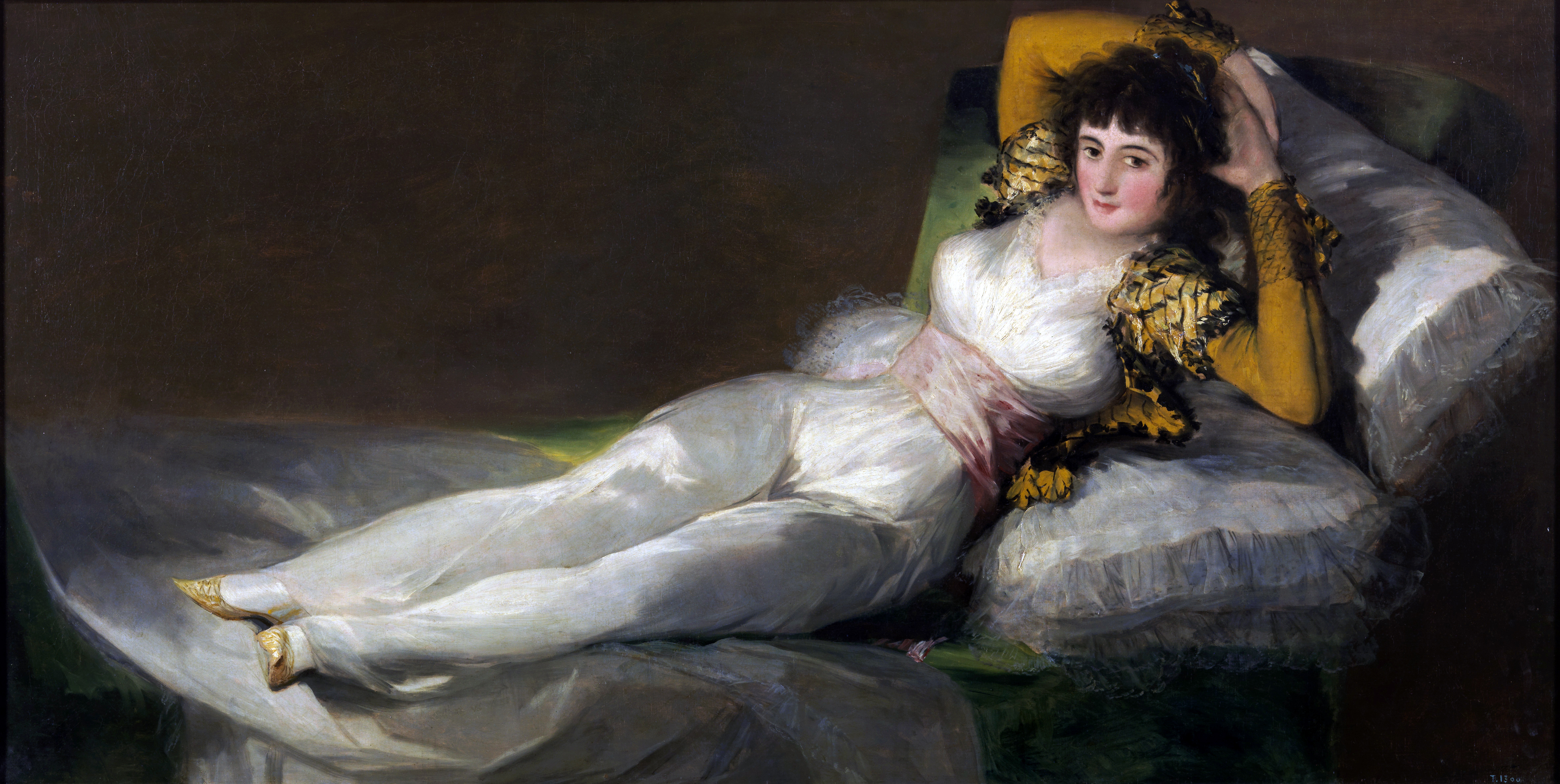

## Geschichte

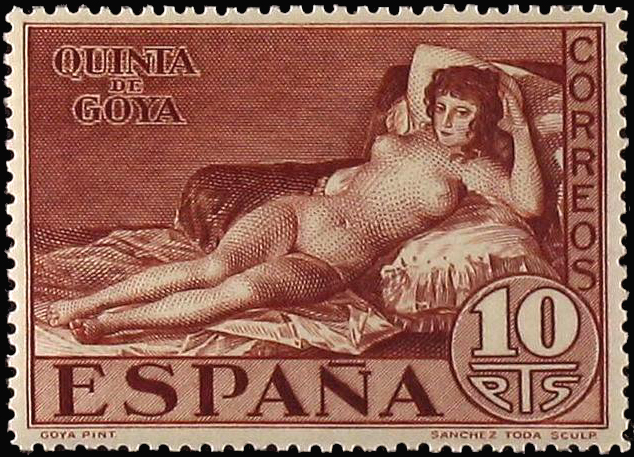
Die nackte Maja als spanische Briefmarke aus dem Jahr 1930

Die Entstehungsgeschichte der Gemälde und die Identität des Modells sind ungeklärt. Beide Bilder tauchen urkundlich das erste Mal im Privatkabinett des spanischen Premierministers Manuel de Godoy auf, was Vermutungen auslöste, die Maja stelle eine seiner Geliebten dar. Maja ist in diesem Zusammenhang kein Name, sondern eine spanische Bezeichnung für ein attraktives Mädchen bzw. eine junge Frau aus der Unterschicht. Jedoch war es in wohlhabenden Kreisen zeitweilig in Mode, sich als Maja malen zu lassen (spanisch majismo). Eine weitere Theorie besagt, dass das Bild eine Darstellung der 13. Herzogin von Alba sei, die mehrfach von Goya gemalt wurde und eventuell auch ein Verhältnis mit dem Maler hatte. Möglich ist auch, dass es sich um eine Vermengung verschiedener Modelle handelt und keine Einzelperson dargestellt ist. Laut der Kunsthistorikerin Sabine Poeschel zeigt sich die junge Frau als ebenso selbstbewusste wie professionelle Prostituierte, denn sie wird ohne „jegliche Nobilitierung zur Venus“ dargestellt, welche in anderen Werken erotische Bildmotive durch die klassische Ikonografie rechtfertigte und den Künstler absicherte. Für Poeschel ist das Gemälde „der erste gänzlich profane, lebensgroße Frauenakt in der europäischen Kunst“. Goya-Experte Fred Licht (1928–2019) beschrieb es als „der erste profane lebensgroße weibliche Akt in der westlichen Kunst“ ohne allegorische oder mythologische Bedeutung. Es soll auch eine der ersten Darstellungen der weiblichen Schambehaarung einer gewöhnlichen Frau ohne negative Konnotationen sein. Das Gemälde war ursprünglich durch Scharniere mit seinem Gegenstück Die bekleidete Maja verbunden – so ließ sich die freizügige durch die züchtige Darstellung verdecken.
1815 wurde Goya vor die Spanische Inquisition zitiert, um herauszufinden, wer ihn beauftragt hatte, die „obszönen“ Bilder zu malen. Die Namensgebung als Majas erfolgte dabei durch die Inquisition. Es ist keine Aufzeichnung von Goyas Aussage überliefert. Folge des Prozesses war allerdings, dass ihm der Titel des Königlichen Hofmalers aberkannt wurde. Die nackte Maja wurde, nachdem sie in einem sogenannten Venus-Kabinett eines Madrider Palastes (einem Raum zur geheimen Hängung verbotener Bilder) entdeckt worden war, 1808 beschlagnahmt und zunächst 85 Jahre in den Magazinen der Inquisition, sowie danach im Lager der Real Academia de Bellas Artes de San Fernando, unter Verschluss gehalten. Das Gemälde war dadurch lange fast vollständig unbekannt. Édouard Manet diente es daher nicht als Vorbild für sein ähnlich angelegtes Gemälde Olympia (1863). Im Jahr 1900 wurden beide Majas erstmals der Öffentlichkeit präsentiert.

## Weitere Verwendung
Spanien gab 1930 vier Briefmarken mit den bekanntesten Gemälden Goyas heraus, darunter die nackte Maja. Spanische Katholiken und auch andere Staaten protestierten erfolglos gegen die Briefmarke.
Der katalanische Komponist Enrique Granados veröffentlicht 1910 La maja de Goya für Piano und Gesang als Teil 8 seines zwölfteiligen Zyklus 12 Tonadillas en estilo antiguo. Das Stück wurde von Miguel Llobet für Gitarre transkribiert.